# Amiens SC
Amiens Sporting Club – francuski klub piłkarski z siedzibą w Amiens (Pikardia). Został założony w 1901 roku.

## Historia
Klub został założony w 1901 pod nazwą Amiens Athlétic Club. Jego założycielami była grupa piłkarzy z Association du Lycée d'Amiens. Po utworzeniu zespół wywalczył mistrzostwo regionu w 1903, a w kolejnych dwunastu latach powtórzył te sukcesy. W 1909 zespół rozgrywał mecze na nowym stadionie Henry Daussy Park, mogącym pomieścić trochę ponad 1000 widzów. W 1933 zyskał status profesjonalnego klubu, w 1952 utracił go, a od 1993 znów jest profesjonalnym zespołem. W całej historii dwukrotnie doszło do zmiany nazwy. W 1961 roku przemianowano go na Sporting Club d'Amiens, a od 1989 obowiązuje nazwa Amiens Sporting Club.
Największym sukcesem w historii zespołu Amiens był awans do finału Pucharu Francji w 2001. Po 120 minutach na Stade de France był remis 0:0, ale rywale z RC Strasbourg lepiej wykonywali rzuty karne i to oni wywalczyli trofeum.

## Sukcesy
- wicemistrzostwo 3. ligi: 1974, 1978, 2001
- mistrzostwo DH Nord: 1924, 1927, 1957, 1963
- mistrzostwo DH Picardie: 1920, 1921
- mistrzostwo USFSA Picardie: 1903, 1904, 1905, 1906, 1908, 1909, 1910, 1911, 1912, 1913, 1914
- finał Pucharu Francji: 2001

## Reprezentanci kraju grający w klubie
- Lakhdar Ajdali
- Titi Buengo
- Jean-Marc Adjovi-Bocco
- Oumar Tchomogo
- Adnan Čustović
- Christian Kinkela Fuanda
- Youssuf Mulumbu
- Guylain Ndumbu
- Marc Berdoll
- Paul Nicolas
- Urbain Wallet
- Fabrice Do Marcolino
- Titi Camara
- Nenad Stojković
- Jean-Vivien Bantsimba
- Oscar Ewolo
- Fousseini Tangara
- Abdellah Kharbouchi
- Abdelmajid Oulmers
- Rafał Kurzawa
- Issiar Dia
- Mouhamadou Diaw
- Jean-Paul Abalo
- Dagui Bakari
- Hamed Diallo
- Ganso